# Hot Rock
Hot Rock est un monolithe naturel du comté de Shasta, en Californie, dans l'ouest des États-Unis. Bombe volcanique projetée par une explosion du pic Lassen pendant ses éruptions de 1914-1917, il est depuis lors protégé au sein du parc national volcanique de Lassen. On l'atteint via la route principale parcourant l'aire protégée.